# Tatort: Der glückliche Tod
Der glückliche Tod ist ein Fernsehfilm aus der Kriminalreihe Tatort der ARD und des ORF. Der Film wurde vom SWR produziert und am 5. Oktober 2008 erstmals ausgestrahlt. André Georgi schrieb das Drehbuch zum Thema Sterbehilfe, Aelrun Goette führte Regie. Neben Ulrike Folkerts als Ludwigshafener Ermittlerin Lena Odenthal und Andreas Hoppe als deren Kollege Mario Kopper sind Susanne Lothar und Frank Giering in Hauptrollen zu sehen.

## Handlung
Am Rheinufer wird eine Wasserleiche geborgen. Lena Odenthal entdeckt in den Handflächen der Frau eine Telefonnummer. Zudem wird bei der Leiche ein Hotelschlüssel gefunden, der zum Ludwigshafener Waldhotel Standke gehört. Hier identifizieren Angestellte die Frau als Sabine Brodag, deren Hotelrechnung durch die Schweizer Sterbehilfeorganisation Charontas bezahlt wurde. Brodag war die zweite Vorsitzende des Vereins. Die Hotelangestellten sagen aus, dass Brodag am Tag ihres Verschwindens Besuch von einem Mann erhalten hatte und sich beide stritten. Am Abend sei sie noch einmal weggefahren, jedoch nicht wieder aufgetaucht. Der Mann habe das Essen mit einer Kreditkarte bezahlt. Über die Kreditkartennummer kann Lena Odenthal den Mann als Michael Heymann, den Rechtsanwalt des Vereins Charontas, identifizieren. Er sagt aus, dass er seit zwei Jahren eine Affäre mit Sabine Brodag hatte, diese jedoch nun beenden wollte, da seine Frau ein Kind erwartet. Er verschweigt den Ermittlern, dass er an diesem Tag von einem Schäferhund angefallen wurde, den ein Mann auf ihn hetzte.
Neben Lena Odenthal ermittelt auch Mario Kopper in dem Fall. Er ist ein strikter Gegner der Sterbehilfe und geht bei der Befragung des Vorsitzenden von Charontas, Prof. Dr. Scheuren, entsprechend ruppig vor. Sowohl Scheuren als auch Heymann identifizieren Sabine Brodags Leiche. In deren Sachen fand sich eine sehr teure Tasche, wie Sabine Brodag überhaupt einen luxuriösen Lebensstil pflegte. Die Ermittler, aber auch Prof. Scheuren, können sich nicht erklären, woher sie das Geld dazu hatte. Unterdessen bringen die Untersuchungen Gewissheit, dass Sabine Brodag mit einem Silberpappelast erschlagen wurde. An einer Uferstelle mit Silberpappeln können ihre weiteren Sachen sichergestellt werden, darunter auch eine Ampulle mit einem Mittel, das in kürzester Zeit zum Erstickungstod führt.
Die Telefonnummer, die auf Sabine Brodags Hand stand, gehört Katja Frege, deren Tochter Julia unter anderem unter Mukoviszidose leidet und infolgedessen ersticken oder verhungern wird. Katja Frege gibt zu, mit Sabine Brodag in Mailkontakt gestanden zu haben, von ihr jedoch nur den Rat erhalten zu haben, mit der Tochter in die Schweiz zu gehen, um dort aktive Sterbehilfe zu erhalten. Prof. Scheuren wiederum berichtet den Ermittlern, dass Charontas vor wenigen Monaten von einem Mann beschuldigt worden sei, seiner Tochter ein Sterbehilfemedikament verkauft zu haben. Charontas habe den Mann daraufhin erfolgreich verklagt. Es stellt sich heraus, dass Michael Heymann den Prozess führte. Er wurde seither wiederholt von dem Mann aufgesucht und bedroht. Nach eigener Aussage habe er dies jedoch nicht der Polizei gemeldet, weil er selbst Zweifel bekommen habe. Am Tatabend habe er sich daher mit Sabine Brodag getroffen, um die Wahrheit zu erfahren. Dieses Treffen habe jedoch nachmittags stattgefunden. Lena Odenthal und Mario Kopper suchen den damals Verklagten Lehrke auf, der Schäferhunde zu Kampfhunden ausbildet. Er bleibt bei seiner Geschichte, dass sich seine 17-jährige Tochter mit einem Sterbehilfemedikament das Leben genommen habe und nicht mit einer Überdosis Schlaftabletten, wie der Hausarzt feststellte. Die Tochter habe nur an Liebeskummer gelitten, was kein Grund für aktive Sterbehilfe sei. Tatsächlich zeigt eine Überprüfung des Obduktionsberichts, dass die Hautveränderungen der Leiche eher auf ein Sterbehilfemedikament hinweisen, zumal die Schlaftablettendosis nicht unbedingt zum Tod geführt haben muss. Lehrke sagt wiederum aus, dass er Sabine Brodag laut Gerichtsbeschluss nicht näherkommen durfte, und sich an die Auflage gehalten habe.
Julia Freges Gesundheitszustand verschlechtert sich und sie will nicht mehr leben, zumal sie regelmäßig Erstickungsanfälle erleidet. Katja Frege sucht Michael Heymann auf, doch ist nur seine Frau anwesend. Sie ahnt nun, dass ihr Mann ihr etwas verschweigt. Bandaufnahmen aus einem Café, das Sabine Brodag kurz nach ihrer Ankunft in Ludwigshafen aufsuchte, zeigen sie im Streitgespräch mit Katja Frege. Die gesteht den Ermittlern, dass sie sie überzeugen wollte, ihr das Sterbehilfemedikament zu verkaufen, doch habe Sabine Brodag einen Rückzieher gemacht. Sie hatte Skrupel bekommen, den Tod eines Kindes zu verantworten. Ein erneuter Besuch bei Lehrke – Hundehaare auf Sabine Brodags Tasche stammten von seinem Schäferhund – bringt die Ermittler auf die richtige Spur. Er meint, er habe Sabine Brodag schon deswegen nichts tun wollen, weil sie das Mittel gar nicht verkauft habe. Heymann sei der Verkäufer gewesen. Die Ermittler schlussfolgern, dass Sabine Brodag mit den Machenschaften aufhören, Heymann diese jedoch fortführen wollte, woraufhin es um Streit gekommen sei. Katja Frege sucht Heymann erneut auf, um das Medikament zu erhalten. Als er sich weigert, sagt sie ihm, dass sie gesehen habe, wie er Sabine Brodag erschlagen hat. Er fährt mit Katja Frege zum Stadion, wo er sie fesselt und knebelt. Die Ermittler sind unterdessen bei Heymanns Haus angekommen und seine Frau berichtet ihnen, dass Heymann mit Frau Frege fortgefahren sei. Zum Abreagieren läuft er häufig im Stadion, zu dem er einen Schlüssel hat. Die Ermittler eilen hin und es gelingt ihnen, Michael Heymann zu stellen und Katja Frege zu befreien. Einige Tage später sucht Lena Odenthal Katja Frege auf. Julia ist verstorben und sie tröstet sie. Mit Mario Kopper geht sie ein Stück, um ihre eigenen Emotionen in den Griff zu bekommen.

## Produktion
Der Tatort Der glückliche Tod ist eine Produktion des SWR in Zusammenarbeit mit Maran Film für Das Erste. Als Drehorte dienten Baden-Baden (u. a. Siedlung Ooswinkel), Karlsruhe, Ludwigshafen am Rhein und Umgebung. Gedreht wurde vom 15. Januar bis zum 15. Februar 2008. Die Uraufführung war am 23. Juni 2008 beim Filmfest München.
Bei seiner Erstausstrahlung am 5. Oktober 2008 hatte Der glückliche Tod 6,90 Millionen Zuschauer, was einem Marktanteil von 20,10 Prozent entsprach. In der Zuschauerrangliste der Website Tatort-Fundus ist mit Stand März 2017 Der glückliche Tod die am besten bewertete Folge mit der Ermittlerin Lena Odenthal und rangiert im Bereich um den 20. Platz unter den mehr als 1000 Tatort-Folgen.

## Kritik
„… Regisseurin Aelrun Goette […] greift dieses ernste Thema […] auf, ohne es jedoch spektakulär oder auch nur spannend anzupacken“, befand prisma. Der Stern fasste zusammen: „Zu viel Pathos, zuviel düstere Bilder, zuviel theatralisches Leiden, zuviel Betroffenheit, ‚Der glückliche Tod‘ scheitert an Überambitioniertheit.“
Der Focus nannte Der glückliche Tod einen Tatort, „an den der Zuschauer noch lange denken muss.“ Er gehe „weit über das hinaus, was der Zuschauer am Sonntagabend ertragen kann“. „Sensibel, klug und hochemotional“, fasste TV Spielfilm zusammen und hebt Lothar als „starke Zentralfigur in einem Leidensdrama, das den Krimi in den Hintergrund drängt“. während der Film für tittelbach.tv ein „spannender Krimi, ein Seelendrama und zugleich ein hoch ästhetischer Diskussionsbeitrag zum Thema Sterbehilfe“ war.

## Auszeichnungen
Der glückliche Tod gewann den Film- und Fernsehpreis 2009 des Hartmannbunds und war nominiert für den Fernsehfilmpreis der Deutschen Akademie der Darstellenden Künste 2008.